# Popis integrala arc funkcija
Slijedi popis integrala (antiderivacija funkcija) racionalnih funkcija za integrande koji sadrže inverzne trigonometrijske funkcije (poznate i kao “arc funkcije”). Za potpun popis integrala funkcija, pogledati tablica integrala i popis integrala.
Bilješka: Postoje tri uobičajene notacije za inverzne trigonometrijske funkcije. Arkus sinus funkcija bi se primjerice mogla zapisati kao sin−1, asin, ili kao što je korišteno u ovom članku, kao arcsin.

## Arkus sinus
{\displaystyle \int \arcsin {\frac {x}{c}}\ dx=x\arcsin {\frac {x}{c}}+{\sqrt {c^{2}-x^{2}}}+C}
{\displaystyle \int x\arcsin {\frac {x}{c}}\ dx=\left({\frac {x^{2}}{2}}-{\frac {c^{2}}{4}}\right)\arcsin {\frac {x}{c}}+{\frac {x}{4}}{\sqrt {c^{2}-x^{2}}}+C}
{\displaystyle \int x^{2}\arcsin {\frac {x}{c}}\ dx={\frac {x^{3}}{3}}\arcsin {\frac {x}{c}}+{\frac {x^{2}+2c^{2}}{9}}{\sqrt {c^{2}-x^{2}}}+C}
{\displaystyle \int x^{n}\arcsin x\ dx={\frac {1}{n+1}}\left(x^{n+1}\arcsin x+{\frac {x^{n}{\sqrt {1-x^{2}}}-nx^{n-1}\arcsin x}{n-1}}+n\int x^{n-2}\arcsin x\ dx\right)+C}

## Arkus kosinus
{\displaystyle \int \arccos {\frac {x}{c}}\ dx=x\arccos {\frac {x}{c}}-{\sqrt {c^{2}-x^{2}}}+C}
{\displaystyle \int x\arccos {\frac {x}{c}}\ dx=\left({\frac {x^{2}}{2}}-{\frac {c^{2}}{4}}\right)\arccos {\frac {x}{c}}-{\frac {x}{4}}{\sqrt {c^{2}-x^{2}}}+C}
{\displaystyle \int x^{2}\arccos {\frac {x}{c}}\ dx={\frac {x^{3}}{3}}\arccos {\frac {x}{c}}-{\frac {x^{2}+2c^{2}}{9}}{\sqrt {c^{2}-x^{2}}}+C}

## Arkus tangens
{\displaystyle \int \operatorname {arctg} {\big (}{\frac {x}{c}}{\big )}dx=x\operatorname {arctg} {\big (}{\frac {x}{c}}{\big )}-{\frac {c}{2}}\ln(c^{2}+x^{2})+C}
{\displaystyle \int x\operatorname {arctg} {\big (}{\frac {x}{c}}{\big )}dx={\frac {(c^{2}+x^{2})\operatorname {arctg} {\big (}{\frac {x}{c}}{\big )}-cx}{2}}+C}
{\displaystyle \int x^{2}\operatorname {arctg} {\big (}{\frac {x}{c}}{\big )}dx={\frac {x^{3}}{3}}\operatorname {arctg} {\big (}{\frac {x}{c}}{\big )}-{\frac {cx^{2}}{6}}+{\frac {c^{3}}{6}}\ln {c^{2}+x^{2}}+C}
{\displaystyle \int x^{n}\operatorname {arctg} {\big (}{\frac {x}{c}}{\big )}dx={\frac {x^{n+1}}{n+1}}\operatorname {arctg} {\big (}{\frac {x}{c}}{\big )}-{\frac {c}{n+1}}\int {\frac {x^{n+1}}{c^{2}+x^{2}}}\ dx+C,\quad n\neq 1}

## Arkus sekans
{\displaystyle \int \operatorname {arcsec} {\frac {x}{c}}\ dx=x\operatorname {arcsec} {\frac {x}{c}}+{\frac {x}{c|x|}}\ln \left|x\pm {\sqrt {x^{2}-1}}\right|+C}
{\displaystyle \int x\operatorname {arcsec} x\ dx={\frac {1}{2}}\left(x^{2}\operatorname {arcsec} x-{\sqrt {x^{2}-1}}\right)+C}
{\displaystyle \int x^{n}\operatorname {arcsec} x\ dx={\frac {1}{n+1}}\left(x^{n+1}\operatorname {arcsec} x-{\frac {1}{n}}\left[x^{n-1}{\sqrt {x^{2}-1}}+(1-n)\left(x^{n-1}\operatorname {arcsec} x+(1-n)\int x^{n-2}\operatorname {arcsec} x\ dx\right)\right]\right)+C}

## Arkus kotangens
{\displaystyle \int \operatorname {arcctg} {\frac {x}{c}}\ dx=x\operatorname {arcctg} {\frac {x}{c}}+{\frac {c}{2}}\ln(c^{2}+x^{2})+C}
{\displaystyle \int x\operatorname {arcctg} {\frac {x}{c}}\ dx={\frac {c^{2}+x^{2}}{2}}\operatorname {arcctg} {\frac {x}{c}}+{\frac {cx}{2}}+C}
{\displaystyle \int x^{2}\operatorname {arcctg} {\frac {x}{c}}\ dx={\frac {x^{3}}{3}}\operatorname {arcctg} {\frac {x}{c}}+{\frac {cx^{2}}{6}}-{\frac {c^{3}}{6}}\ln(c^{2}+x^{2})+C}
{\displaystyle \int x^{n}\operatorname {arcctg} {\frac {x}{c}}\ dx={\frac {x^{n+1}}{n+1}}\operatorname {arcctg} {\frac {x}{c}}+{\frac {c}{n+1}}\int {\frac {x^{n+1}}{c^{2}+x^{2}}}\ dx+C,\quad n\neq 1}

## Arkus kosekans
{\displaystyle \int \operatorname {arccsc} {\frac {x}{c}}\ dx=x\operatorname {arccsc} {\frac {x}{c}}+{c}\ln {({\frac {x}{c}}({\sqrt {1-{\frac {c^{2}}{x^{2}}}}}+1))}+C}
{\displaystyle \int x\operatorname {arccsc} {\frac {x}{c}}\ dx={\frac {x^{2}}{2}}\operatorname {arccsc} {\frac {x}{c}}+{\frac {cx}{2}}{\sqrt {1-{\frac {c^{2}}{x^{2}}}}}+C}

## Popis integrala inverznih triginometrijskih funkcija
Koriste se supstitucija ili drugi oblici algebarskih manipulacija kako bi se dosegli integrali izlistani u tablici.
{\displaystyle \int \arcsin x\,dx=x\arcsin x+{\sqrt {1-x^{2}}}+C}
{\displaystyle \int \arccos x\,dx=x\arccos x-{\sqrt {1-x^{2}}}+C}
{\displaystyle \int \operatorname {arctg} x\,dx=x\operatorname {arctg} x-{\frac {1}{2}}\ln |1+x^{2}|+C}
{\displaystyle \int \operatorname {arccsc} x\,dx=x\operatorname {arccsc} x+\ln \left|x+x{\sqrt {{x^{2}-1} \over x^{2}}}\right|+C}
{\displaystyle \int \operatorname {arcsec} x\,dx=x\operatorname {arcsec} x-\ln \left|x+x{\sqrt {{x^{2}-1} \over x^{2}}}\right|+C}
{\displaystyle \int \operatorname {arcctg} x\,dx=x\operatorname {arcctg} x+{\frac {1}{2}}\ln |1+x^{2}|+C}